# Loh Kean Yew

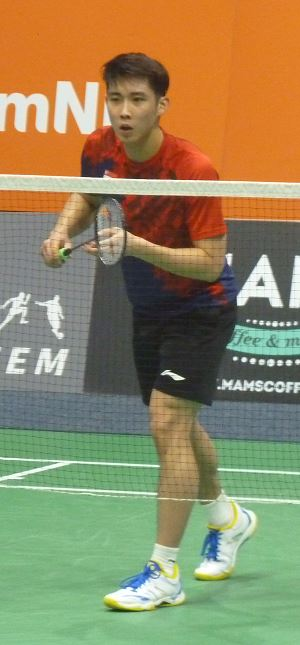
Loh bei den Dutch Open 2021

Loh Kean Yew (* 26. Juni 1997 in Penang) ist ein singapurischer Badmintonspieler und ehemaliger Badminton-Weltmeister im Herreneinzel.

## Karriere
Loh Kean Yew gewann die Singapur International 2014, die Singapur International 2017, die Malaysia International Series 2017 und die Mongolia International 2018. 2019 war er bei den Thailand Masters erfolgreich. 2021 qualifizierte er sich für die Olympischen Sommerspiele des gleichen Jahres. Während der Eröffnungsfeier war er, gemeinsam mit der Tischtennisspielerin Yu Mengyu, der Fahnenträger seiner Nation. Im letzten Quartal des Jahres siegte Loh bei den Dutch Open 2021 und Hylo Open 2021. Im Dezember setzte er sich im Finale der Weltmeisterschaften 2021 gegen den Inder Srikanth Kidambi durch und wurde dadurch der erste singapurische Badminton-Weltmeister.

## Sportliche Erfolge
| Saison | Veranstaltung                      | Disziplin | Platz | Name         |
| ------ | ---------------------------------- | --------- | ----- | ------------ |
| 2014   | Singapore International 2014       | MS        | 1     | Loh Kean Yew |
| 2017   | Singapore International 2017       | MS        | 1     | Loh Kean Yew |
| 2017   | Malaysia International Series 2017 | MS        | 1     | Loh Kean Yew |
| 2018   | Commonwealth Games 2018            | MS        | 5     | Loh Kean Yew |
| 2018   | Mongolia International 2018        | MS        | 1     | Loh Kean Yew |
| 2019   | Singapurische Meisterschaft        | MS        | 1     | Loh Kean Yew |
| 2019   | Thailand Masters 2019              | MS        | 1     | Loh Kean Yew |
| 2019   | Swedish Open 2019                  | MS        | 2     | Loh Kean Yew |
| 2021   | Dutch Open 2021                    | MS        | 1     | Loh Kean Yew |
| 2021   | Hylo Open 2021                     | MS        | 1     | Loh Kean Yew |
| 2021   | Weltmeisterschaft 2021             | MS        | 1     | Loh Kean Yew |